# Modraszek orion
Modraszek orion, modraszek rozchodnikowiec (Scolitantides orion) − Gatunek motyla dziennego z rodziny modraszkowatych. W Polsce objęty jest częściową ochroną gatunkową.

## Cechy
Ciało w stosunku do skrzydeł dość krótkie i masywne. Na głowie para oczu złożonych, są one okrągłe i nagie. Przyoczka dobrze wykształcone. Czułka krótkie, nie sięgające do połowy długości skrzydła, delikatnie, naprzemiennie prążkowane na biało i czarno. Skrzydła przednie w zarysie trójkąta z zaokrąglonym brzegiem bocznym. Skrzydła tylne okrągławe. Aparat gębowy typu ssącego z dobrze rozwiniętą ssawką. Rozpiętość skrzydeł 25–28 mm. Skrzydła od góry są koloru czarnobrunatnego z granatowym odcieniem i niebieskimi podkowiastymi plamkami przy zewnętrznym brzegu skrzydeł przednich i tylnych. Kolor spodniej strony skrzydeł jest biały z dużymi, czarnymi, plamami w kształcie nieforemnych kwadratów lub prostokątów. Czarne plamki występują także w komórce środkowej i na jej brzegu od strony brzegu bocznego skrzydła. Na tylnych skrzydłach przy zewnętrznym brzegu obwódka w kolorze pomarańczowym. Motyl o niewielkich rozmiarach, cechujący się wyraźnym dymorfizmem płciowym polegającym na różnicy ubarwienia samców i samic.

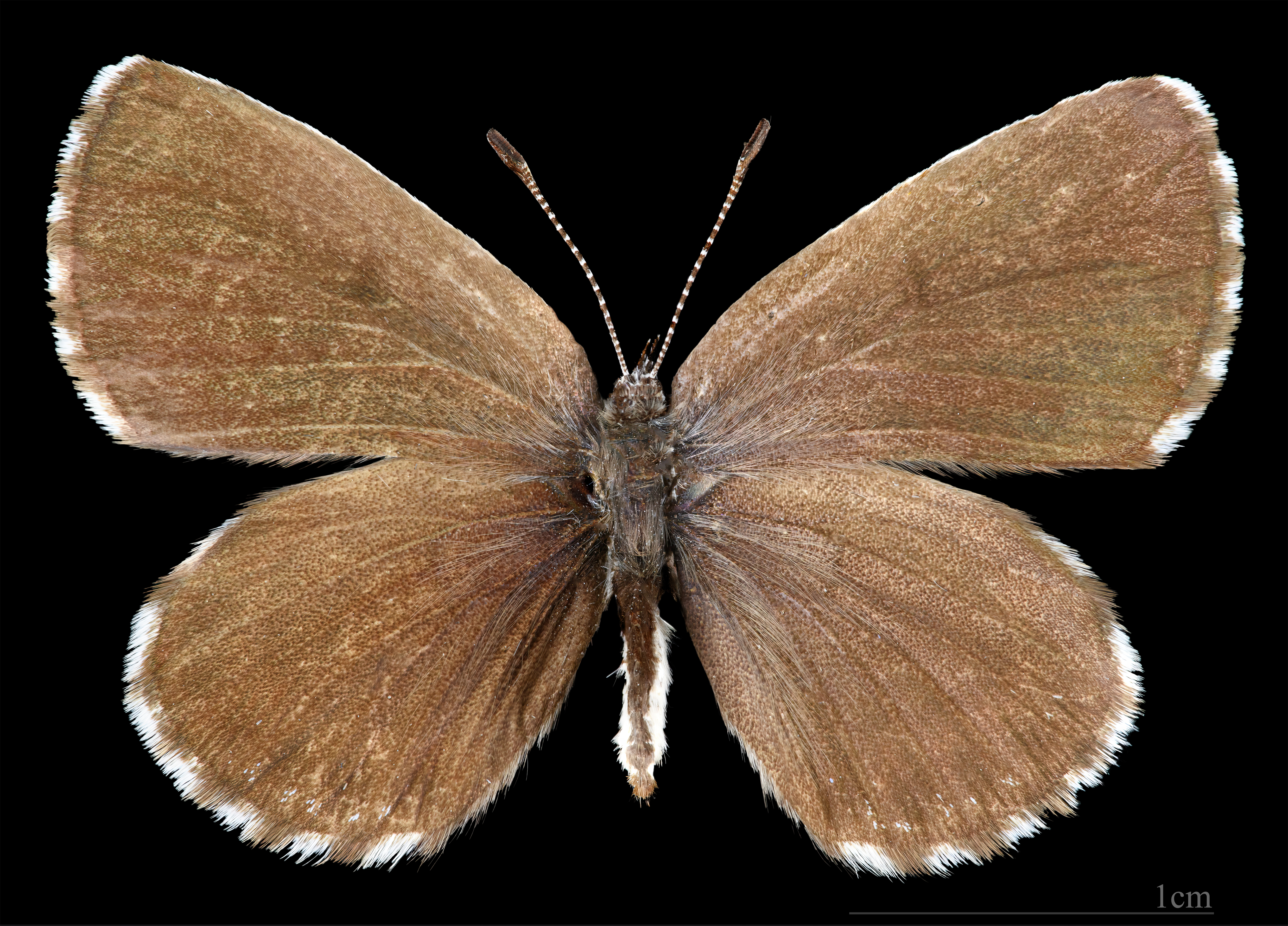
Scolitantides o. orion  ♀
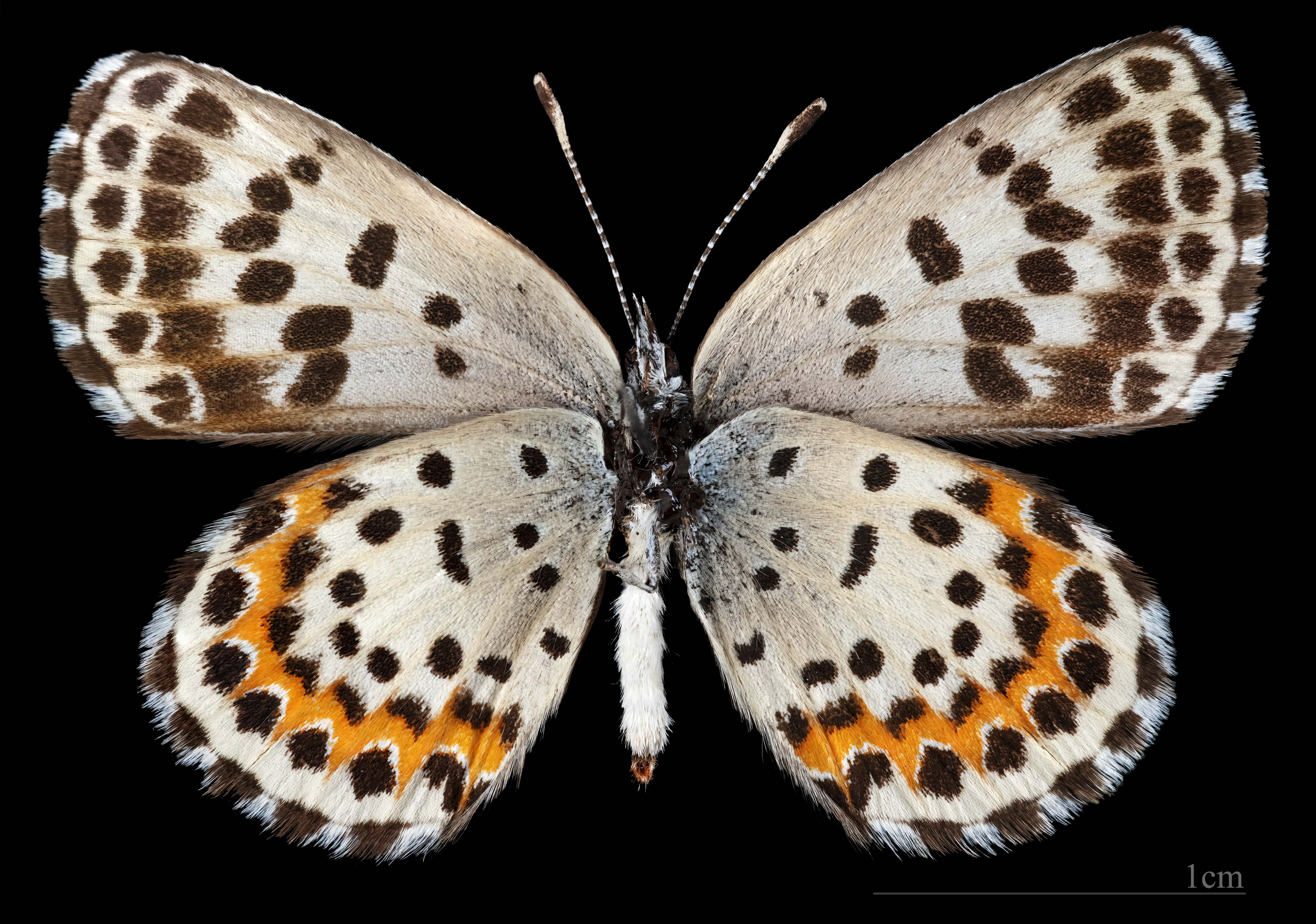
Scolitantides o. orion  ♀ △

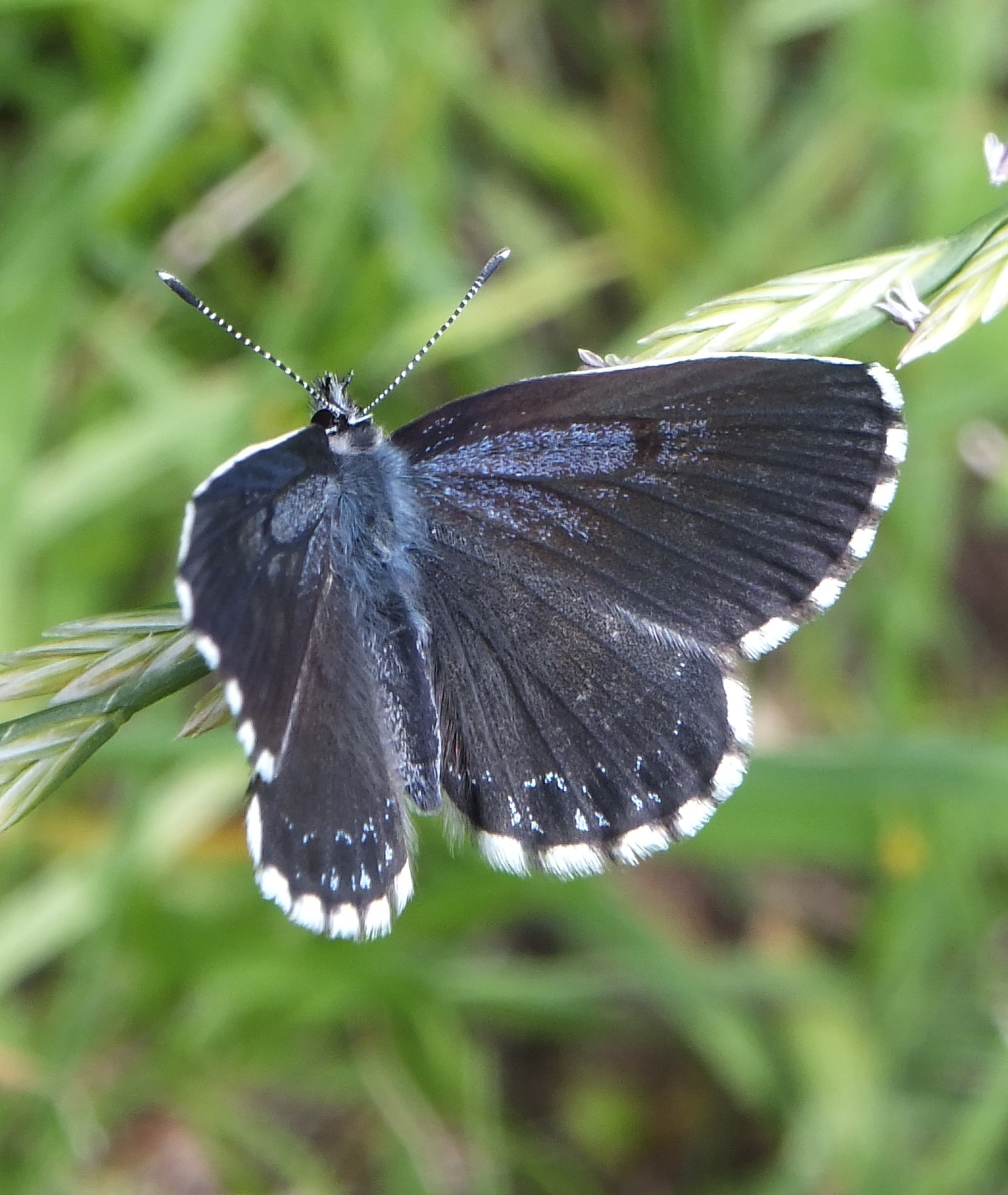
Modraszek orion – wierzch skrzydeł

## Biologia i ekologia
Postać gąsienicy i poczwarkiSamice składają jaja koloru białego zwykle pojedynczo na liściach i łodygach roślin pokarmowych. Gąsienice pojawiają się z początkiem czerwca i wdrążają się w delikatny wierzchołek pędu swojej rośliny pokarmowej. Dorosłe gąsienice żywią się wszystkimi częściami rośliny pokarmowej. Gąsienice są krótkie i szerokie, grzbietobrzusznie spłaszczone. Barwa ich jest zazwyczaj zielonawa lub szarawa, pokryta krótkimi włoskami. Larwa zwana gąsienicą należy do typu larw polipodycznych, posiadają trzy pary odnóży przednich służących do chwytania się podłoża, po którym poruszają się, i kilka par posuwek, którymi przyczepiają się do podłoża. Larwa posiada aparat gębowy gryzący a w dolnej wardze gruczoł przędny.
Gąsienice oriona są fakultatywnie myrmekofilne. W zamian za wydzielinę z gruczołu nektarowego, położonego w tylnej, grzbietowej stronie ciała, mogą liczyć na ochronę przez mrówki przed niektórymi wrogami naturalnymi. Starszym larwom mrówki towarzyszą praktycznie bez przerwy. Najczęściej są osobniki z gatunków hurtnica podobna i hurtnica pospolita, a rzadziej inne gatunki, jak pierwomrówka podziemna czy gmachówka drzewotoczna.
Stadium larwy trwa około 120 dni. W tym czasie postać larwalna przechodzi kilka linień, zrzucając w miarę rośnięcia za ciasny oskórek. Po ostatnim linieniu pojawia się poczwarka, czyli stadium spoczynkowe motyla, w którym zimuje. Poczwarki są grube i masywne, brunatnej barwy. W tym stadium gatunek zimuje. Poczwarki można znaleźć w podziemnych korytarzach mrówek. W poczwarce zachodzi przeobrażenie. Z organów larwalnych wykształcają się organy dorosłego motyla, takie jak skrzydła, ssący aparat gębowy, układ rozrodczy.
Postać dorosła - imagoGatunek pojawia się w dwóch pokoleniach w ciągu roku. Na południu Europy pokolenia mogą być nawet trzy. Motyl lata od początku maja do początku czerwca oraz od połowy lipca do końca sierpnia, w górach okres ten przeciąga się o kilkanaście dni. Motyle chętnie wygrzewają się na ubiegłorocznych liściach. Żywią się nektarem, spijają również wodę z wilgotnej ziemi. Długość okresu lotów zależy od warunków pogodowych. Przy upalnej pogodzie może ulec skróceniu do kilkunastu dni. W pierwszej fazie populacji przeważają samce, a dopiero później proporcje się wyrównują. Samce dokonują lotów patrolowych w poszukiwaniu przesiadujących na rozchodnikach samic. Cały cykl procesu rozwojowego motyla od jaja do dojrzałej postaci zwany jest przeobrażeniem zupełnym (holometabolią).
BiotopWystępują zarówno na nizinach, jak i w górach. Typowym środowiskiem życia są nasłonecznione stoki wąwozów lessowych, piargi, kamieniołomy, skały, stoki górskie od strony południowej. Preferuje tereny o podłożu wapiennym. Motyle większą część czasu spędzają na terenie nieosłoniętym, ponieważ są owadami słońcolubnymi. Gąsienica żyje na rozmaitych gatunkach rozchodnika zwłaszcza na rozchodniku wielkim (Sedum maximum) i rozchodniku karpackim (Sedum telephium).

## Rozmieszczenie geograficzne
Globalny zasięg rozciąga się od zachodniej Europy przez Azję Centralną aż do Japonii. W Europie występuje głównie w jej południowej i miejscami środkowej części, a także południowej części Skandynawii. W Polsce spotykany na kilku stanowiskach na Dolnym Śląsku i w Pieninach. Liczniej występuje wyspowo na Wyżynie Lubelskiej w okolicach Kazimierza Dolnego i we wschodniej Polsce. Sezonowa liczebność populacji osobników dorosłych w pokoleniu wiosennym w Polsce wynosi obecnie prawdopodobnie jedynie kilkaset osobników.